# Chlieviská
Chlieviská (1024 m) – najwyższy szczyt w górach Żar (słow. Žiar) na Słowacji. Znajduje się w ich części zwanej Sokol  między szczytami Sokol i Zniev, oddzielony od nich głębokimi przełęczami. Stoki południowo-wschodnie opadają do Kotliny Turczańskiej w miejscowości Ondrašová. Stoki północno-zachodnie opadają do Kláštorskiej doliny i wcina się w nie dolinka potoku uchodzącego do Vrícy.
Chlieviská zbudowane są ze skał wapiennych. Są porośnięte lasem i nie prowadzi przez nie żaden szlak turystyczny, można jednak na szczyt wyjść nieznakowanymi drogami i ścieżkami z okolicznych miejscowości, nie znajdują się bowiem ma obszarze chronionej przyrody. Mimo porośnięcia lasem z niektórych miejsc (skały, wiatrołomy) roztaczają się widoki na Kotlinę Turczańską, Wielką Fatrę i Małą Fatrę.